# Internationale Filmfestspiele von Venedig 2011

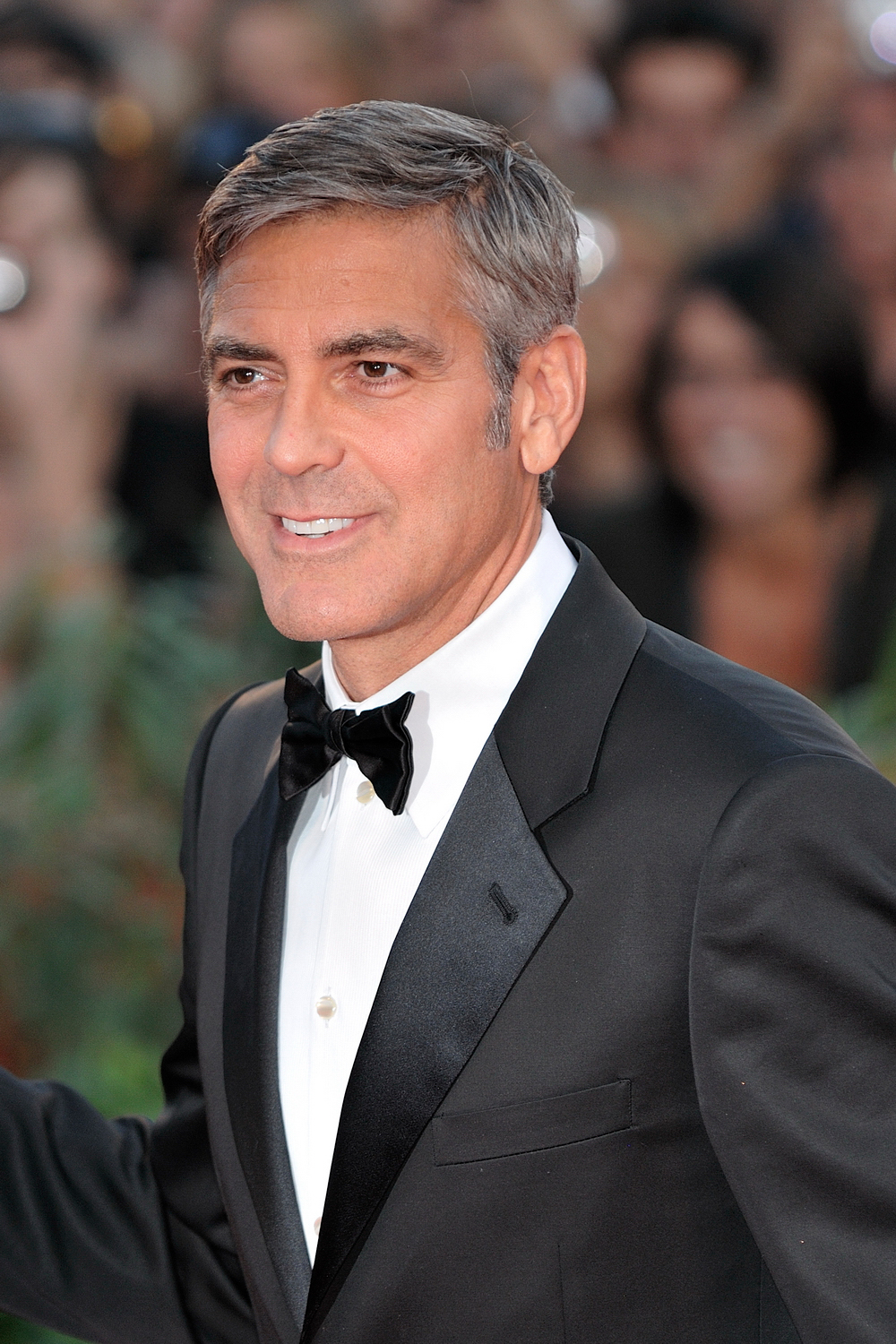
George Clooney eröffnete das Festival mit seinem Film The Ides of March

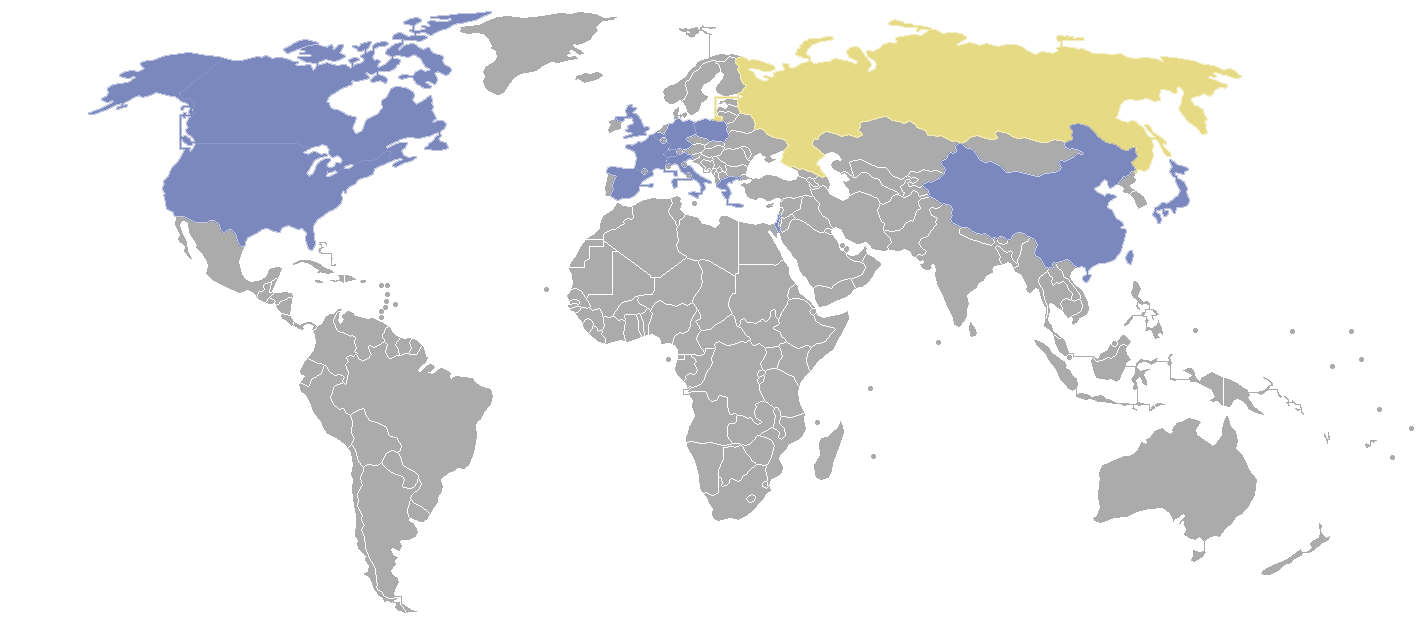
Länder, die im Wettbewerb um den Goldenen Löwen für den besten Spielfilm vertreten sind (inkl. Koproduktionsländer; gold eingefärbt: Russland)

Die 68. Internationalen Filmfestspiele von Venedig (italienisch 68. Mostra Internazionale d’Arte Cinematografica) fanden vom 31. August bis zum 10. September 2011 statt. Sie zählen neben der Berlinale und den Internationalen Filmfestspielen von Cannes zu den drei bedeutendsten A-Festivals der Welt. Eröffnet wurden die Filmfestspiele mit George Clooneys im Wettbewerb laufenden Politdrama The Ides of March. Als Abschlussfilm wurde der US-amerikanische Beitrag Damsels in Distress von Whit Stillman benannt, der außer Konkurrenz gezeigt wird. Der internationalen Jury, die den Goldenen Löwen, den Hauptpreis des Festivals, an den russischen Beitrag Faust von Alexander Sokurow vergab, stand der US-Amerikaner Darren Aronofsky vor. Werke deutschsprachiger Filmemacher waren in Nebensektionen vertreten.
Im Rahmen der Filmfestspiele wird regelmäßig ein Goldener Löwe für das Lebenswerk eines Filmschaffenden vergeben. Bereits im Vorfeld des Festivals, Anfang April 2011, wurde dessen Gewinner bekanntgegeben: der Filmregisseur und Drehbuchautor Marco Bellocchio, der zu den einflussreichsten Vertretern des zeitgenössischen italienischen Kinos zählt. Er war mit China ist nahe (1967, Großer Preis der Jury) und Buongiorno, notte – Der Fall Aldo Moro (2003) zweimal in den Wettbewerb der Filmfestspiele eingeladen worden. Die Ehrung fand am 9. September im restaurierten Sala Grande des am Lido gelegenen Palazzo del Cinema statt, bei der auch eine restaurierte Fassung von Bellocchios Im Namen des Vaters (1972) gezeigt wurde. Laudator war der ebenfalls vielfach preisgekrönte italienische Filmregisseur Bernardo Bertolucci.
Die italienische Schauspielerin Vittoria Puccini moderierte die Eröffnungs- und Abschlusszeremonie.

## Offizielle Sektionen

### Wettbewerb

#### Jury

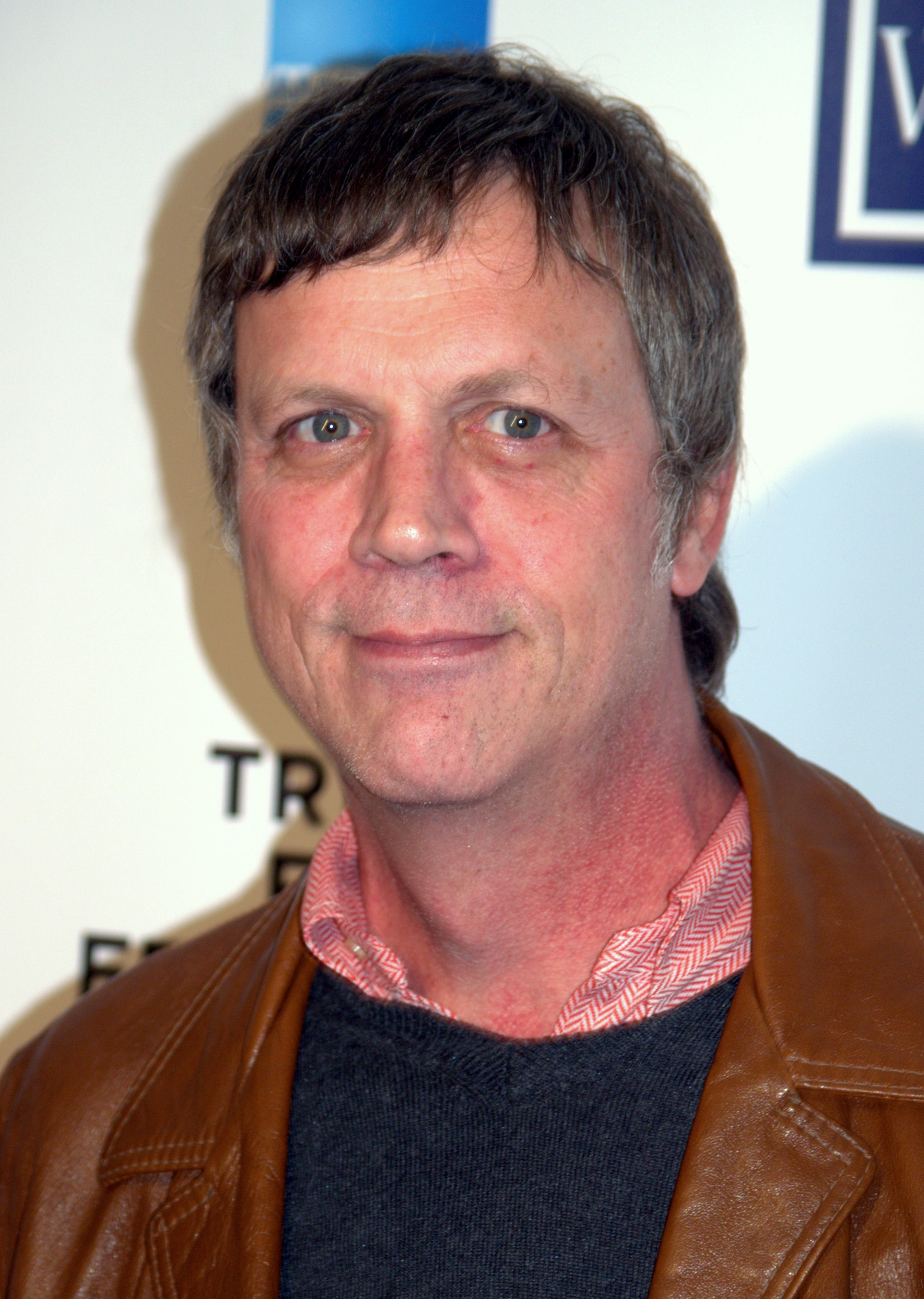
Mitglied der Festivaljury: der US-Amerikaner Todd Haynes

Als Nachfolger des Jurypräsidenten von 2010 Quentin Tarantino wurde Ende April 2011 Darren Aronofsky präsentiert. Der US-amerikanische Filmregisseur, Drehbuchautor und Produzent konkurrierte zwischen 2006 und 2010 dreimal um den Hauptpreis des Filmfestivals und gewann diesen 2008 für The Wrestler.
Wie in den Vorjahren standen dem Jurypräsidenten sechs Jurymitglieder zur Seite. Es handelte sich überwiegend um Filmschaffende:
- Eija-Liisa Ahtila – finnische Filmemacherin und Videokünstlerin
- David Byrne – US-amerikanischer Sänger, Musiker, Komponist und Fotograf
- Todd Haynes – US-amerikanischer Filmregisseur, Drehbuchautor und Produzent (zweimaliger Teilnehmer am Wettbewerb, Großer Preis der Jury 2007)
- Mario Martone – italienischer Theater- und Filmregisseur (dreimaliger Teilnehmer am Wettbewerb, Großer Preis der Jury 1992)
- Alba Rohrwacher – italienische Schauspielerin
- André Téchiné – französischer Filmregisseur und Drehbuchautor (Teilnehmer am Wettbewerb 2001)

#### Konkurrenten um den Goldenen Löwen

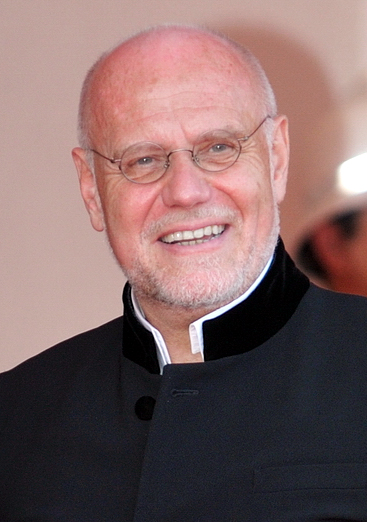
Der italienische Filmproduzent Marco Müller, von 2004 bis 2011 künstlerischer Direktor des Filmfestivals

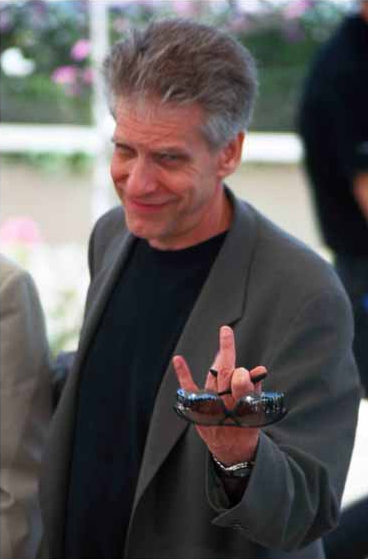
David Cronenberg (A Dangerous Method)

Das offizielle Programm wurde am 28. Juli 2011 in Rom von Biennale-Präsident Paolo Baratta und dem künstlerischen Festivaldirektor Marco Müller vorgestellt. 23 Produktionen aus 16 Ländern (inklusive ein „Überraschungsfilm“, der im Verlauf des Filmfestivals vorgestellt wurde) konkurrieren um den Goldenen Löwen, den Hauptpreis des Festivals. Es handelt sich bei allen Filmen ausschließlich um Weltpremieren. Müller, der 2011 zum letzten Mal das Programm zusammenstellte, lobte den Wettbewerb als die seinen Vorstellungen am nächsten kommende Auswahl in seiner achtjährigen Dienstzeit. Wie bei der Auflage im Vorjahr kamen die meisten eingeladenen Regisseure aus Europa (10), gefolgt von ihren Kollegen aus Asien (7) und Nordamerika (6). Keiner von diesen hatte in der Vergangenheit den Hauptpreis in Venedig gewinnen können. Nachdem im letzten Jahr der Deutsche Tom Tykwer mit Drei um den Goldenen Löwen konkurriert hatte, erhielt 2011 kein Filmemacher aus dem deutschsprachigen Raum eine Einladung in den Wettbewerb. Auch Filme aus Afrika, Südamerika oder Ozeanien blieben unberücksichtigt.
Mit fünf Beiträgen waren US-amerikanische Filmemacher wie schon im Jahr 2010 am häufigsten vertreten. Dazu zählten Abel Ferraras 4:44 Last Day on Earth, William Friedkins schwarze Komödie Killer Joe mit Matthew McConaughey und Emile Hirsch in den Hauptrollen sowie Todd Solondz’ Dark Horse. Ami Canaan Mann, Tochter des bekannten Regisseurs Michael Mann, zeigte ihr Regiedebüt Texas Killing Fields, in dem Sam Worthington als texanischer Polizist zu sehen ist, der versucht, eine Mordserie an Frauen aufzuklären. Eröffnet wurde das Festival mit The Ides of March von George Clooney. Clooney, nach Good Night, and Good Luck (2005) erneut im Wettbewerb vertreten, führte nicht nur Regie, sondern produzierte auch den Film, wirkte am Drehbuch mit und übernahm eine der Hauptrollen. Die Verfilmung von Beau Willimons Theaterstück Farragut North stellt einen jungen idealistischen Pressesekretär (gespielt von Ryan Gosling) in den Mittelpunkt, der als Angestellter eines Präsidentschaftskandidaten (Clooney) bei den Vorwahlen in Ohio mit Betrug und Korruption konfrontiert wird. Der Kanadier David Cronenberg nahm sich in der deutschen Koproduktion A Dangerous Method dem Psychiater Carl Gustav Jung (gespielt von Michael Fassbender) an sowie dessen Beziehung zu Sigmund Freud (Viggo Mortensen) und der Patientin Sabina Spielrein (Keira Knightley). Das Psychodrama basiert auf Christopher Hamptons Theaterstück The Talking Cure.

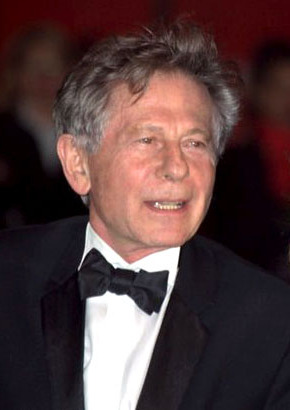
Roman Polański ist mit der Theater-Adaption Carnage im Wettbewerb vertreten

15 der 23 Regisseure (Tomas Alfredson, Andrea Arnold, Cai Shangjun, Cronenberg, Friedkin, Gipi, Ann Hui, Eran Kolirin, Giorgos Lanthimos, Mann, Steve McQueen, Vincent Paronnaud und Marjane Satrapi, Alexander Sokurow, Sion Sono und Wei Te-Sheng) debütierten im Wettbewerb von Venedig, während der französische Filmregisseur Philippe Garrel bereits zum fünften Mal um den Hauptpreis konkurrierte. In seinem tragischen Liebesdrama Un été brulant über einen Maler, der von seiner Lebensgefährtin verlassen wird, vertraute er einmal mehr seinem Sohn Louis Garrel die männliche Hauptrolle neben Monica Bellucci an. Garrels Landsmann Vincent Paronnaud und die Iranerin Marjane Satrapi verfilmten nach ihrem erfolgreichen Regiedebüt Persepolis (2007) mit Poulet aux prunes erneut eine Comic-Adaption Satrapis (in Deutschland unter dem Titel Huhn mit Pflaumen erschienen). Erzählt wird die Geschichte von Satrapis Großonkel Nasser Ali Khan, der in Teheran des Jahres 1958 beschließt auf den Tod zu warten, nachdem seine Ehefrau im Streit seine Laute zerbrochen hat. Der polnisch-französische Regisseur Roman Polański verfilmte mit Carnage Yasmina Rezas erfolgreiches Vier-Personen-Stück Der Gott des Gemetzels. Jodie Foster, Kate Winslet, John C. Reilly und Christoph Waltz sind als Elternpaare zu sehen, die zusammenkommen um über eine gewalttätige Auseinandersetzung ihrer Kinder zu diskutieren. Dabei eskaliert die Situation. Der Handlungsort wurde für die englischsprachige Verfilmung wie bereits bei der preisgekrönten Broadway-Produktion nach Brooklyn verlegt.
Großbritannien war mit drei Filmen im Wettbewerb vertreten. Neben dem Künstler Steve McQueen, der nach seinem erfolgreichen Debütfilm Hunger (2008) das über Sexsucht handelnde Drama Shame mit Michael Fassbender und Carey Mulligan vorlegt, präsentierte Andrea Arnold mit Wuthering Heights – Emily Brontës Sturmhöhe eine Verfilmung des gleichnamigen Romans von Emily Brontë. An der Seite von Kaya Scodelario (Cathy) war James Howson der erste schwarze Heathcliff-Darsteller in einer Filmversion von Wuthering Heights sein. Der Schwede Tomas Alfredson verfilmte mit der deutsch-britischen Koproduktion Tinker, Tailor, Soldier, Spy einen Thriller von John le Carré aus der Zeit des Kalten Kriegs. Gary Oldman schlüpfte in die Rolle des britischen Geheimdienstchefs George Smiley, der sich nach einer gescheiterten Operation auf die Suche nach einem Doppelagenten in den eigenen Reihen macht.
Gastgeber Italien kam ebenfalls auf drei Wettbewerbsbeiträge. Cristina Comencinis in den italienischen Alpen angesiedeltes Liebesdrama Quando la notte erzählt von einer Frau, die sich in ihre Mutterrolle zurechtfinden muss und sich in einen neuen Mann verliebt. Neben dem Debütfilm L’Ultimo Terrestre des Comic-Autors Gipis über eine Alien-Invasion erhielt auch Emanuele Crialese seine zweite Einladung nach Venedig. In Terraferma stellt er eine Fischerfamilie in den Mittelpunkt, die afrikanischen Flüchtlingen Obdach gewährt.
Asien war u. a. mit der Comic-Adaption Himizu von Sion Sono sowie Ann Huis (Tao Jie – Ein einfaches Leben) vertreten, in der die Freundschaft zwischen einem jungen Mann und seiner früheren Hausangestellten thematisiert wird. Für eine Verstimmung Taiwans sorgte, dass die Festivalorganisation Wei Te-Shengs Beitrag Saideke Balai bei der Vorstellung des offiziellen Programms als taiwanisch-chinesische Ko-Produktion führte. Der Film über den Kampf indigener Stämme gegen die Japaner in den 1930er Jahren sei ausschließlich in Taiwan produziert und finanziert worden. Daher forderte das Informationsbüro der taiwanischen Regierung erfolgreich eine Korrektur ein. In der Vergangenheit war es des Öfteren vorgekommen, dass taiwanische Filmproduktionen auf Festivals falsch ausgewiesen wurden, was stets zu Verärgerungen seitens Taiwans geführt hatte. Anfang August wurde außerdem die Einladung von Johnnie Tos Dyut Ming Gam (Life Without Principle) bekanntgegeben. To, der zum dritten Mal um den Goldenen Löwen konkurrierte, erzählt von einer Bankkassiererin, einem Verbrecher und einem Polizeiinspektor, die in finanzielle Schwierigkeiten geraten, ehe alle drei auf eine gestohlene Summe von fünf Mio. Dollar aufmerksam werden. Als Überraschungsfilm wurde wie im Vorjahr erneut ein chinesischer Beitrag präsentiert. Ren shan ren hai (People Mountain People Sea) von Cai Shangjun, in dem ein Mann nach dem Mörder seines jüngeren Bruders sucht.
Der Russe Alexander Sokurow präsentierte mit Faust eine Verfilmung der gleichnamigen Tragödie von Johann Wolfgang von Goethe. Die mit deutschsprachigen Darstellern besetzte Produktion, darunter der Wiener Johannes Zeiler in der Titelrolle sowie die Deutsche Hanna Schygulla, sollte ihm den Goldenen Löwen einbringen. Die acht Mio. Euro teure Produktion stellt nach Moloch (über Adolf Hitler), Taurus (über Lenin) und Solntse (über den japanischen Kaiser Hirohito) den letzten Teil von Sokurows Tetralogie über die Macht und das Böse dar.

#### Spielfilme
Im Wettbewerb wurden 23 Langfilme gezeigt, darunter der Überraschungsfilm Ren shan ren hai, der erst im Verlauf des Festivals bekanntgegeben wurde. Fünf der Beiträge wurden von den Vereinigten Staaten produziert, je drei von Frankreich, Italien und dem Vereinigten Königreich. Deutschland war mit fünf Koproduktionen vertreten.
| Film                                                     | Regie                             | Land                                    | Darsteller (Auswahl)                                                                                |
| -------------------------------------------------------- | --------------------------------- | --------------------------------------- | --------------------------------------------------------------------------------------------------- |
| 4:44 Last Day on Earth                                   | Abel Ferrara                      | Vereinigte Staaten                      | Willem Dafoe, Shanyn Leigh, Paz de la Huerta, Natasha Lyonne                                        |
| Alpis (Alps)                                             | Giorgos Lanthimos                 | Griechenland                            | Ariane Labed, Angeliki Papoulia, Aris Servetalis, Johnny Vekris                                     |
| Carnage                                                  | Roman Polański                    | Frankreich, Deutschland, Spanien, Polen | Jodie Foster, Kate Winslet, Christoph Waltz, John C. Reilly                                         |
| A Dangerous Method                                       | David Cronenberg                  | Deutschland, Kanada                     | Keira Knightley, Viggo Mortensen, Michael Fassbender, Vincent Cassel                                |
| Dark Horse                                               | Todd Solondz                      | Vereinigte Staaten                      | Mia Farrow, Christopher Walken, Justin Bartha, Selma Blair                                          |
| Dyut Ming Gam (奪命金) (Life Without Principle)          | Johnnie To                        | Hongkong, China                         | Ching Wan Lau, Ken Lo, Richie Ren                                                                   |
| Un été brulant                                           | Philippe Garrel                   | Frankreich, Italien, Schweiz            | Monica Bellucci, Louis Garrel, Céline Sallette, Jérôme Robart                                       |
| The Exchange (Hahithalfut)                               | Eran Kolirin                      | Israel, Deutschland                     | Rotem Keinan, Sharon Tal, Dov Navon, Shirili Deshe                                                  |
| Faust (Фауст)                                            | Alexander Sokurow                 | Russland                                | Johannes Zeiler, Anton Adassinski, Isolda Dychauk, Hanna Schygulla                                  |
| Himizu (ヒミズ)                                          | Sion Sono                         | Japan                                   | Shōta Sometani, Fumi Nikaidō, Tetsu Watanabe, Mitsuru Fukikoshi                                     |
| The Ides of March                                        | George Clooney                    | Vereinigte Staaten                      | Ryan Gosling, George Clooney, Philip Seymour Hoffman, Paul Giamatti, Marisa Tomei, Evan Rachel Wood |
| Killer Joe                                               | William Friedkin                  | Vereinigte Staaten                      | Matthew McConaughey, Emile Hirsch, Juno Temple, Gina Gershon                                        |
| Poulet aux prunes                                        | Vincent Paronnaud Marjane Satrapi | Frankreich, Belgien, Deutschland        | Mathieu Amalric, Maria de Medeiros, Golshifteh Farahani, Isabella Rossellini, Chiara Mastroianni    |
| Quando la notte                                          | Cristina Comencini                | Italien                                 | Claudia Pandolfi, Filippo Timi, Michela Cescon, Thomas Trabacchi                                    |
| Ren shan ren hai (人山人海) (People Mountain People Sea) | Cai Shangjun                      | China                                   | Chen Jianbin, Tao Hong, Wu Xiubo, Li Hucheng                                                        |
| Saideke Balai (賽德克巴萊) (Seediq Bale)                 | Wei Te-Sheng                      | Taiwan                                  | Da-Ching, Umin Boya, Landy Wen, Lo Mei-ling                                                         |
| Shame                                                    | Steve McQueen                     | Vereinigtes Königreich                  | Michael Fassbender, Carey Mulligan, James Badge, Nicole Beharie                                     |
| Tao Jie – Ein einfaches Leben (桃姐) (A Simple Life)     | Ann Hui                           | Hongkong, China                         | Andy Lau, Deanie Yip, Anthony Wong, Tsui Hark                                                       |
| Terraferma                                               | Emanuele Crialese                 | Italien, Frankreich                     | Filippo Pucillo, Donatella Finocchiaro, Giuseppe Fiorello, Claudio Santamaria                       |
| Texas Killing Fields                                     | Ami Canaan Mann                   | Vereinigte Staaten                      | Sam Worthington, Jessica Chastain, Chloë Moretz, Jeffrey Dean Morgan                                |
| Tinker, Tailor, Soldier, Spy                             | Tomas Alfredson                   | Vereinigtes Königreich, Deutschland     | Gary Oldman, Colin Firth, Tom Hardy, John Hurt                                                      |
| L’Ultimo Terrestre                                       | Gipi                              | Italien                                 | Gabriele Spinelli, Anna Bellato, Roberto Herlitzka, Teco Celio                                      |
| Wuthering Heights – Emily Brontës Sturmhöhe              | Andrea Arnold                     | Vereinigtes Königreich                  | Kaya Scodelario, Nichola Burley, Steve Evets, Oliver Milburn                                        |

#### Preisträger

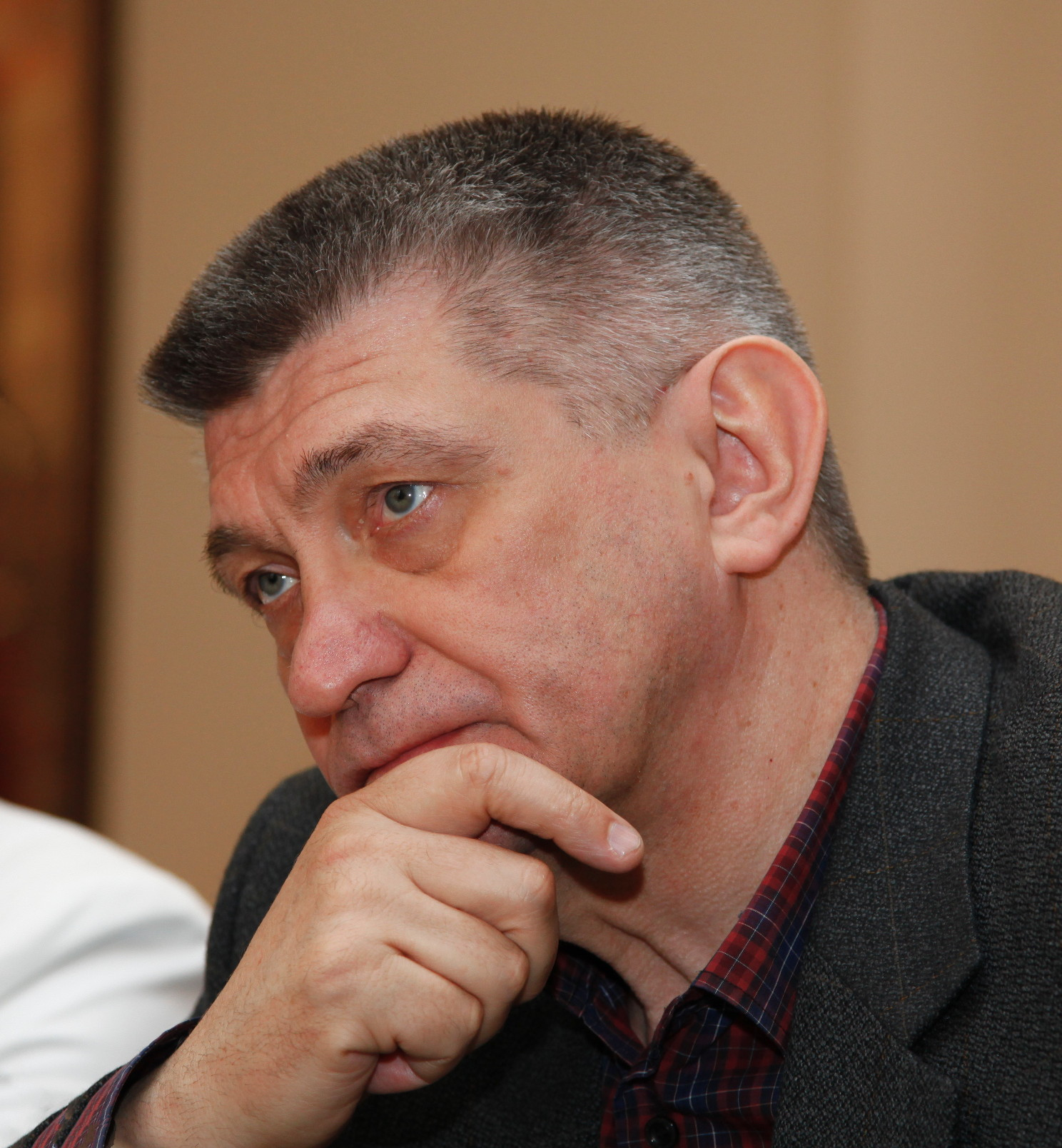
Alexander Sokurow (Faust)

- Goldener Löwe: Faust – Regie: Alexander Sokurow[20]
- Silberner Löwe – Beste Regie: Cai Shangjun (Ren shan ren hai)
- Spezialpreis der Jury: Terraferma – Regie: Emanuele Crialese
- Coppa Volpi – Bester Darsteller: Michael Fassbender (Shame)
- Coppa Volpi – Beste Darstellerin: Deanie Yip (Tao Jie)
- Marcello-Mastroianni-Preis: Shōta Sometani und Fumi Nikaidō (Himizu)
- Osella – Beste technische Leistung: Robbie Ryan für die Kameraarbeit an Wuthering Heights – Emily Brontës Sturmhöhe
- Osella – Bestes Drehbuch: Yorgos Lanthimos und Efthymis Filippou (Alpis)
- Spezial-Löwe für sein Lebenswerk: Marco Bellocchio

### Orizzonti

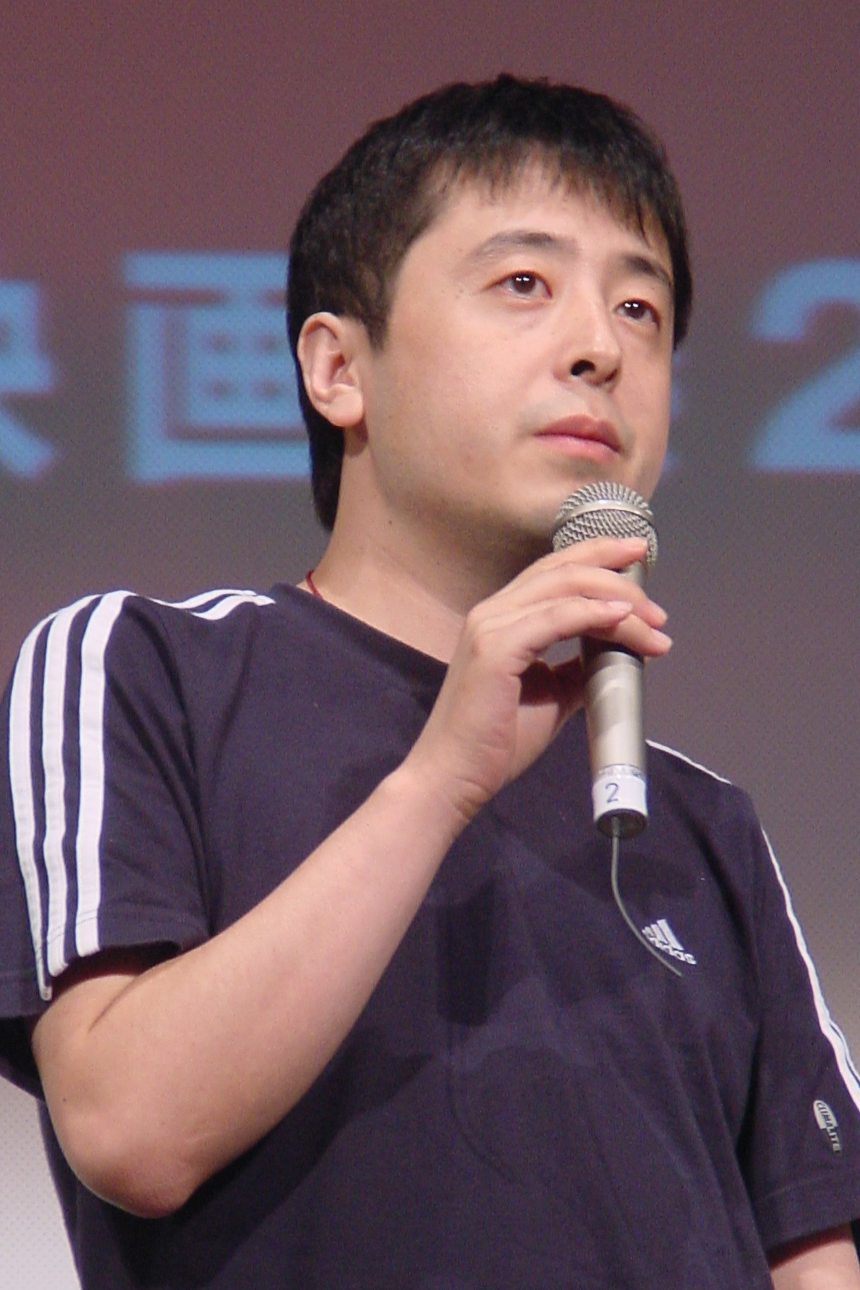
Jia Zhangke

Die Sektion Orizzonti (dt.: Horizonte) widmet sich neuen Trends im internationalen Film und stellt vor allem unkonventionelle Filme vor, darunter Spiel-, Dokumentar- und Experimentalfilme. Es wurden sowohl Kurz- als auch Langfilme akzeptiert.
Der Vorsitz der internationalen Jury oblag dem chinesischen Filmemacher Jia Zhangke, 2006 Gewinner des Goldenen Löwen für Still Life. Ihm zur Seite standen folgende Jurymitglieder:
- Stuart Comer, Filmkurator an der Tate Gallery of Modern Art in London
- Odile Decq, französische Architektin
- Marianne Khoury, ägyptische Filmproduzentin und -regisseurin
- Jacopo Quadri, italienischer Filmeditor

Eröffnet wurde die Reihe mit Amir Naderis Spielfilm Cut, der als „visuelles Kino-Liebesgedicht in der Welt der Yakuza“ angekündigt wurde. Beendet wurde sie mit den Filmen Marian Ilmestys (The Annunciation) von Eija-Liisa Ahtila und Monkey Sandwich des Belgiers Wim Vandekeybus. Ahtila, Mitglied der Wettbewerbsjury, arbeitete eine frühere Videoinstallation filmisch auf, während Vandekeybus hinter die Bühne einer fiktionalen Theaterarbeit mit Tanz blickte. Haupt- und Spezialpreise sowie lobende Erwähnungen werden durch die Jury vergeben.
Aus dem deutschsprachigen Raum waren Josef Dabernigs Hypercrisis, die Dokumentationen Parabeton von Heinz Emigholz, Whores’ Glory von Michael Glawogger und Die Herde des Herrn von Romuald Karmakar sowie Yves Netzhammers Animationsfilm Dialogical Abrasion vertreten.
Die Hauptrolle der Sektion gingen an den japanischen Beitrag Kotoko von Shin’ya Tsukamoto (Bester Spielfilm), Glawoggers Whores’ Glory (Bester Dokumentarfilm), Accidentes Gloriosos von Mauro Andrizzi und Marcus Lindeen (Bester Mittellangfilm) und In attesa dell’avvento von Felice D’Agostino und Arturo Lavorato (Bester Kurzfilm). Lobende Erwähnungen erhielten die Beiträge O Le Tulafale und All The Lines Flow Out.

#### Langfilme
| Filmtitel                                               | Regie                                     | Produktionsland                     | Darsteller (Auswahl)                                                   |
| ------------------------------------------------------- | ----------------------------------------- | ----------------------------------- | ---------------------------------------------------------------------- |
| Amore carne                                             | Pippo Delbono                             | Italien, Schweiz                    | Pippo Delbono, Irène Jacob, Marisa Berenson, Sophie Calle              |
| Anhey Ghorhey Da Daan (Alms for a Blind Horse)          | Gurvinder Singh                           | Indien                              | Mal Singh, Samuel John, Serbjeet Kaur, Dharminder Kaur                 |
| Cisne (Swan)                                            | Teresa Villaverde                         | Portugal                            | Beatriz Batarda, Miguel Nunes, Israel Pimenta, Sérgio Fernandes        |
| Cut                                                     | Amir Naderi                               | Japan                               | Hidetoshi Nishijima, Takako Tokiwa, Takashi Sasano, Denden             |
| Girimunho (Swirl)                                       | Helvécio Marins junior Clarissa Campolina | Brasilien, Spanien, Deutschland     | Maria Sebastiana, Martins Alvaro, Maria da Conceição, Gomes de Moura   |
| Hail                                                    | Amiel Courtin-Wilson                      | Australien                          | Daniel Jones, Leanne Letch, Dario Ettia                                |
| Die Herde des Herrn                                     | Romuald Karmakar                          | Deutschland                         | Dokumentarfilm                                                         |
| I’m Carolyn Parker: the Good, the Mad and the Beautiful | Jonathan Demme                            | Vereinigte Staaten                  | Dokumentarfilm                                                         |
| The Invader                                             | Nicolas Provost                           | Belgien                             | Issaka Sawadogo, Stefania Rocca, Serge Riaboukine, Dieudonne Kabongo   |
| Jultak dongshi (Stateless Things)                       | Kim Kyungmook                             | Südkorea                            | Paul Lee, Saebyuk Kim, Hyungkook Lim, Hyunjoon Yeom                    |
| Kotoko                                                  | Shin’ya Tsukamoto                         | Japan                               | Cocco, Shinya Tsukamoto                                                |
| Lung Neaw Visits His Neighbours                         | Rirkrit Tiravanija                        | Thailand, Mexiko                    | Dokumentarfilm                                                         |
| Nocturnos                                               | Edgardo Cozarinsky                        | Argentinien                         | Esteban Lamothe, Marta Lugos, Esmeralda Mitre, Jimena Anganuzzi        |
| O le tulafale (The Orator)                              | Tusi Tamasese                             | Samoa                               | Fa’afiaula Sagote, Tausili Pushparaj, Salamasna Mataria, Ioata Tanielu |
| L’oiseau                                                | Yves Caumon                               | Frankreich                          | Sandrine Kiberlain, Clément Sibony, Bruno Todeschini, Serge Riaboukine |
| Le petit poucet                                         | Marina de Van                             | Frankreich                          | Denis Lavant, Adrien de Van, Rachel Arditi, Valérie Dashwood           |
| Photographic Memory                                     | Ross McElwee                              | Vereinigte Staaten                  | Dokumentarfilm                                                         |
| Sal                                                     | James Franco                              | Vereinigte Staaten                  | Val Lauren, James Franco, Jim Parrack                                  |
| Shock Head Soul                                         | Simon Pummell                             | Niederlande, Vereinigtes Königreich | Hugo Koolschijn, Anniek Pfeifer, Thom Hoffman, Jochum ten Haaf         |
| Two Years at Sea                                        | Ben Rivers                                | Vereinigtes Königreich              | Jake Williams                                                          |
| Verano                                                  | José Luis Torres Leiva                    | Chile                               | Julieta Figueroa, Francisco Ossa, Rosario Bléfari, Ignacio Aguero      |
| Whores’ Glory                                           | Michael Glawogger                         | Österreich, Deutschland             | Dokumentarfilm                                                         |
| Wokou de zongji (The Sword Identity)                    | Xu Haofeng                                | China                               | Yu Chenghui, Song Yang, Zhao Yuanyuan, Ma Jun                          |
| Would You Have Sex with an Arab?                        | Yolande Zauberman                         | Frankreich                          | Dokumentarfilm                                                         |

#### Mittellange- und Kurzfilme
| Filmtitel                                       | Regie                                 | Produktionsland                 | Darsteller (Auswahl)                                       |
| ----------------------------------------------- | ------------------------------------- | ------------------------------- | ---------------------------------------------------------- |
| 663114                                          | Isamu Hirabayashi                     | Japan                           | Animationsfilm                                             |
| Accidentes gloriosos                            | Mauro Andrizzi Marcus Lindeen         | Schweden, Dänemark, Argentinien | Cristina Banegas, Lorena Damonte                           |
| All the Lines Flow Out                          | Charles Yi Yong Lim                   | Singapur                        | Experimentalfilm                                           |
| Black Mirror at the National Gallery            | Mark Lewis                            | Kanada                          | Experimentalfilm                                           |
| Conference                                      | Norbert Pfaffenbichler                | Österreich                      | Experimentalfilm                                           |
| Dialogical Abrasion                             | Yves Netzhammer                       | Schweiz                         | Animationsfilm                                             |
| Hadinat al shams (The Sun’s Incubator)          | Ammar Al-Beik                         | Syrien                          | Sofia Shams al-Beik, Myriam Jakiche al-Beik, Ammar al-Beik |
| Hollywood Talkies                               | Oscar Perez Maria del Mar de Ribot    | Spanien                         | Dokumentarfilm                                             |
| Hypercrisis                                     | Josef Dabernig                        | Österreich                      | Wolfgang Dabernig, Alfons Egger                            |
| In attesa dell’avvento                          | Felice D’Agostino Arturo Lavorato     | Italien                         | Dokumentarfilm                                             |
| Late and Deep                                   | Devin Horan                           | Norwegen                        | Animationsfilm                                             |
| Louyre – This Our Still Life                    | Andrew Kötting                        | Vereinigtes Königreich          | Experimentalfilm                                           |
| Meteor                                          | Christoph Girardet Matthias Müller    | Deutschland                     | Experimentalfilm                                           |
| Miss Candace Hilligoss’ Flickering Halo         | Fabio Scacchioli Vincenzo Core        | Vereinigte Staaten              | Experimentalfilm                                           |
| Modern N° 2                                     | Mirai Mizue                           | Japan                           | Animationsfilm                                             |
| Movimenti di un tempo impossibile               | Flatform                              | Italien                         | Experimentalfilm                                           |
| Moving Stories                                  | Nicolas Provost                       | Belgien                         | Experimentalfilm                                           |
| Notes sur nos voyages en Russie 1989–1990       | Yervant Gianikian Angela Ricci-Lucchi | Italien                         | Experimentalfilm                                           |
| Palácios de Pena                                | Gabriel Abrantes Daniel Schmidt       | Portugal                        | Catarina Gaspar, Andreia Martins                           |
| Parabeton – Pier Luigi Nervi and Roman Concrete | Heinz Emigholz                        | Deutschland                     | Dokumentarfilm                                             |
| Passing Through the Night                       | Wattanapume Laisuwanchai              | Thailand                        | Experimentalfilm                                           |
| Piattaforma Luna                                | Yuri Ancarani                         | Italien                         | Experimentalfilm                                           |
| River Rites                                     | Ben Russell                           | Vereinigte Staaten              | Experimentalfilm                                           |
| Snow Canon                                      | Mati Diop                             | Frankreich                      | Nilaya Bal, Nour Moubarak, Alban Guyon, Chan Coïc          |
| Sonchidi                                        | Amit Dutta                            | Indien                          | Nitin Goel, Gagan Singh Sethi                              |
| Start                                           | Matthias Gustafsson                   | Schweden                        | Jesper Olsson                                              |
| The Tracks of my Tears 2                        | Axel Petersén                         | Schweden                        | Experimentalfilm                                           |

Filme außerhalb des Wettbewerbs („Eventi“)
- Marian Ilmestys (The Annunciation) – Regie: Eija-Liisa Ahtila, Finnland (mit Satu Mäkinen, Elise Laaksonen, Taru Ollila, Kati Outinen, Riina Myyryläinen und Elina Hurme)
- Birmingham Ornament – Regie: Andrey Silvestrov und Yuri Leiderman, Russland (mit Alexandr Leiderman, Yuri Leiderman, Stas Podlirskiy, Vyacheslav Tyrin)
- Monkey Sandwich – Regie: Wim Vandekeybus, Belgien (mit Jerry Killick, Carly Wijs, Davis Freeman)
- Siglo ng pagluluwal (Century of Birthing) – Regie: Lav Diaz, Philippinen (mit Angel Aquino, Joel Torre, Perry Dizon, Hazel Orencio, Roeder Camanag, Soliman Cruz, Dante Perez, Modesta)
- Il silenzio di Pelesjan – Regie: Pietro Marcello, Italien (Dokumentarfilm)

### Controcampo Italiano

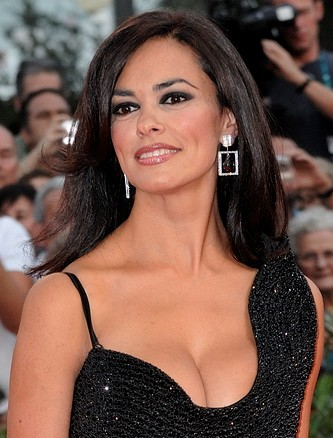
Die italienische Schauspielerin Maria Grazia Cucinotta stellt ihr Regiedebüt Il maestro vor

Die Festivalsektion Controcampo Italiano soll mit ihrer Filmauswahl die neuesten Entwicklungen des italienischen Kinos abbilden. Präsentiert werden Spiel- und Dokumentarfilme (Kurz- und Langfilme). Der italienischen Jury stand der Filmregisseur Stefano Incerti vor (ursprünglich war die Filmregisseurin Roberta Torre vorgesehen), der durch seinen Berufskollegen und Drehbuchautor Aureliano Amadei (Gewinner des Hauptpreises Premio Controcampo italiano 2010 für 20  sigarette) und die Schauspielerin Cristiana Capotondi unterstützt wurde.
Den Hauptpreis für den besten Spielfilm gewann Francesco Brunis Scialla!, den für den besten Kurzfilm A Chjàna von Jonas Carpignano, während Pugni chiusi von Fiorella Infascelli mit dem Dokumentarfilmpreis der Sektion ausgezeichnet wurde. Lobende Erwähnungen wurden dem Dokumentarfilmer Carlo Augusto Bachschmidt (Black Block) und Kameramann Francesco Di Giacomo (Pugni chiusi) zuteil.
| Filmtitel                           | Regie                     | Filmgattung    |
| ----------------------------------- | ------------------------- | -------------- |
| Alice                               | Roberto de Paolis         | Kurzfilm       |
| A Chjàna                            | Jonas Carpignano          | Kurzfilm       |
| L’Arrivo di Wang                    | Manetti Bros.             | Spielfilm      |
| Black Block                         | Carlo Augusto Bachschmidt | Dokumentarfilm |
| Caldo Grigio, caldo Nero            | Marco Dentici             | Dokumentarfilm |
| Cavalli                             | Michele Rho               | Spielfilm      |
| Cose dell’altro mondo               | Francesco Patierno        | Spielfilm      |
| The Cricket                         | Stefano Lorenzi           | Kurzfilm       |
| Eco da luogo colpito                | Carlo Michele Schirinzi   | Kurzfilm       |
| Io sono. Storie di Schiavitù        | Barbara Cupisti           | Dokumentarfilm |
| Il maestro                          | Maria Grazia Cucinotta    | Kurzfilm       |
| Maternity Blues                     | Fabrizio Cattani          | Spielfilm      |
| My Name is Sid                      | Giovanni Virgilio         | Kurzfilm       |
| Out of Tehran                       | Monica Maggioni           | Dokumentarfilm |
| Pasta nera                          | Alessandro Piva           | Dokumentarfilm |
| Piazza Garibaldi                    | Davide Ferrario           | Dokumentarfilm |
| Prove per un naufragio della parola | Elisabetta Sgarbi         | Kurzfilm       |
| Pugni chiusi                        | Fiorella Infascelli       | Dokumentarfilm |
| Qualche nuvola                      | Saverio di Biagio         | Spielfilm      |
| Quiproquo                           | Elisabetta Sgarbi         | Dokumentarfilm |
| Scialla!                            | Francesco Bruni           | Spielfilm      |
| Tutta colpa della musica            | Ricky Tognazzi            | Spielfilm      |

Filme außerhalb des Wettbewerbs („Eventi“)
- Andata e ritorno – Regie: donatella Finocchiaro (Dokumentarfilm)
- Dai nostri inviati. La rai racconta la mostra del cinema 1968–1979 – Regie: Giuseppe Giannotti, Enrico Salvatori und Davide Savelli (Dokumentarfilm)
- Hollywood Invasion – Regie: Marco Spagnoli (Dokumentarfilm)
- Pivano Blues. Sulla strada di Nanda – Regie: Teresa Marchesi (Spielfilm)
- Rudolf Jacobs, l’uomo che nacque morendo – Regie: Luigi M. Faccini (Spielfilm)
- Schuberth. L’atelier della dolce vita – Regie: Antonello Sarno (Dokumentarfilm)

### Retrospektive
Die Retrospektive Orizzonti 1961–1978 widmet sich dem italienischen experimentellen Film der 1960er und 1970er Jahre.
- Lido ’28 von Anonymus (1928)
- Inquietudine von Mario Carbone (1960)
- The City von Axel Rupp (1961)
- La quieta febbre von Romano Scavolini (1964)
- Reflex von Mario Schifano (1964)
- Il respiro von Axel Rupp (1964)
- Kappa von Nato Frascà (1965/66)
- Bis von Paolo Brunatto (1966)
- Ferreri von Mario Schifano (1966–1969)
- Fotografo von Mario Schifano (1966–1969)
- Il canto d’amore di Alfred Prufrock von Nico D’Alessandria (1967)
- Diario Beat von Romano Scavolini (1967)
- Film von Mario Schifano (1967)
- Hermitage von Carmelo Bene (1967)
- I parenti tutti von Fabi Garriba (1967)
- Souvenir von Mario Schifano (1967)
- Vietnam von Mario Schifano (1967)
- Vieni dolce morte von Paola Brunatto (1967/68)
- Sul davanti fioriva una magnolia von Paolo Breccia (1968)
- Zoomm, Track! von Mario Carbone (1968)
- LSD von Romano Scavolini (1968–1970)
- Attacco von Romano Scavolini (1970)
- Voce del verbo morire von Mario Garriba (1970)
- In punto di morte von Mario Garriba (1971)
- Il potere von Augusto Tretti (1972)
- Anna von Alberto Grifi (1972–75)
- Soglie von Nato Frascà (1978)

Im Rahmen der Retrospektive als Eventi aufgeführte Filme:
- L’Accademia Musicale Chigiana von Franco Vassarotti und Franco Mannini
- Il vetturale del San Gottardo von Ivo Illuminati (1942)

## Weitere Auszeichnungen
Im Rahmen des Filmfestivals von Venedig werden weitere Auszeichnungen vergeben.
Den Premio Luigi De Laurentiis vergab eine Jury unter Vorsitz des italienischen Filmregisseurs Carlo Mazzacurati (2010 Teilnahme am Wettbewerb um den Goldenen Löwen). Die Auszeichnung ehrt den besten Debütfilm eines Regisseurs (Löwe der Zukunft), alle Sektionen können berücksichtigt werden. Der Preis, der mit einer Summe von 100.000 US-Dollar dotiert ist, vergab Mazzacurati gemeinsam mit dem russischen Filmregisseur und Drehbuchautor Alexei Fedortschenko (FIPRESCI-Preis in Venedig 2010 für Owsjanki), dem US-amerikanischen Filmproduzenten Fred Roos, dem französischen Filmkritiker und -historiker Charles Tesson und der türkischen Schauspielerin Serra Yılmaz an Là-bas von Guido Lombardi (Internationalen Kritikerwoche).
Der Persol 3-D Award, benannt nach einem Sponsor des Filmfestivals, wurde nach 2010 zum dritten Mal vergeben. Von der künstlerischen Leitung des Filmfestivals von Venedig wurden David Zamagni, Nadia Ranocchi und Monaldo Moretti geehrt, die als Gruppe Zapruder seit mehreren Jahren 3D-Kino mit bildender Kunst und Filmkunst verbinden.
Parallel zum Filmfestival fanden zwei unabhängige Filmreihen statt. Die italienische Filmkritikervereinigung Sindacato Nazionale Critici Cinematografici Italiani veranstaltete die Internationale Kritikerwoche (Settimana Internazionale della Critica – SIC), bei der sieben internationale Debütfilme von einer unabhängigen Kommission ausgewählt wurden. Die Associazione Nazionale Autori Cinematografici (ANAC) veranstaltete gemeinsam mit der Associazione Autori e Produttori Indipendenti (API) die Giornate degli Autori – Venice Days, bei der italienische und ausländische Spiel- und Dokumentarfilme aufgeführt wurden.

## Filme außerhalb des Wettbewerbs
Außerhalb der Wettbewerbssparten werden über 30 Filme gezeigt. Neben dem offiziellen Abschlussfilm Damsels in Distress von Whit Stillman stellten u. a. Madonna, Ermanno Olmi (Il villaggio di cartone), Al Pacino oder Steven Soderbergh ihre neuesten Regiearbeiten vor. Madonna erzählt in W.E. von der Affäre zwischen Wallis Simpson (gespielt von Andrea Riseborough) und dem britischen König Eduard VIII. (James D’Arcy). Pacino dokumentierte mit Wilde Salome das Leben des irischen Schriftstellers Oscar Wilde und die Umsetzung von dessen Theaterstück Salomé mit sich und Jessica Chastain in den Hauptrollen. Gleichzeitig wurde Pacino mit dem von Jaeger-LeCoultre und der Biennale vergebenen Jaeger-LeCoultre Glory to the Filmmaker Award geehrt. Soderberghs Contagion mit Matt Damon, Marion Cotillard, Kate Winslet und Gwyneth Paltrow berichtet vom Ausbruch einer weltweiten Epidemie. Ebenfalls wurden wiederhergestellte Fassungen von Nicholas Rays We Can’t Go Home Again (1976) und Roberto Rossellinis Dokumentarfilm Indien, Mutter Erde (1959) aufgeführt. Zu Ehren des Jurymitglieds Todd Haynes wurde dessen mehrfach für den US-amerikanischen Fernsehpreis Emmy nominierter Mehrteiler Mildred Pierce präsentiert, eine Verfilmung des gleichnamigen Kriminalromans von James M. Cain. Die Belgierin Chantal Akerman zeigte ihre Joseph-Conrad-Adaption La folie Almayer, während die US-Amerikanerin Mary Harron mit The Moth Diaries den gleichnamigen Vampir-Roman von Rachel Klein verfilmte.